# Europees topschutter van het seizoen 2010/11
De titel Europees topschutter van het seizoen 2010/11, ook wel bekend als de Gouden Schoen, werd gewonnen door de Portugees Cristiano Ronaldo, spelend voor Real Madrid.
Sinds het seizoen 1996/97 gaat de titel Europees topschutter van het seizoen niet meer automatisch naar de speler met de meeste doelpunten. De verschillende competities worden ingedeeld volgens de UEFA-coëfficiënten. De vijf sterkste competities (tot 1999/00 de sterkste acht) hebben een vermenigvuldigingsfactor twee. Competities 6 t/m 22 (tot 1999/00 21) factor 1,5 en de rest heeft factor 1. Daardoor kan het gebeuren dat een speler uit een zwakkere competitie meer doelpunten heeft gescoord dan de winnaar van de Gouden Schoen.

## Eindstand Gouden Schoen seizoen 2010/11
| Plaats | Speler             | Goals | Waarde | Punten | Club                 |
| ------ | ------------------ | ----- | ------ | ------ | -------------------- |
| 1      | Cristiano Ronaldo  | 40    | x2     | 80     | Real Madrid CF       |
| 2      | Lionel Messi       | 31    | x2     | 62     | FC Barcelona         |
| 3      | Antonio Di Natale  | 28    | x2     | 56     | Udinese              |
| 4      | Mario Gómez        | 28    | x2     | 56     | FC Bayern München    |
| 5      | Edinson Cavani     | 26    | x2     | 52     | SSC Napoli           |
| 6      | Moussa Sow         | 25    | x2     | 50     | Lille OSC            |
| 7      | Papiss Cissé       | 22    | x2     | 44     | SC Freiburg          |
| 7      | Kévin Gameiro      | 21    | x2     | 42     | FC Lorient           |
| 9      | Alex               | 28    | x1.5   | 42     | Fenerbahçe SK        |
| 10     | Samuel Eto'o       | 21    | x2     | 42     | Internazionale       |
| 11     | Dimitar Berbatov   | 21    | x2     | 42     | Manchester United FC |
| 12     | Carlos Tévez       | 21    | x2     | 42     | Manchester City FC   |
| 13     | Alexander Frei     | 27    | x1.5   | 40.5   | FC Basel             |
| 14     | Alessandro Matri   | 20    | x2     | 40     | Juventus FC          |
| 14     | Álvaro Negredo     | 20    | x2     | 40     | Sevilla FC           |
| 14     | Sergio Agüero      | 20    | x2     | 40     | Atlético Madrid      |
| 17     | Kenny Miller       | 26    | x1.5   | 39     | Bursaspor            |
| 18     | Marco Di Vaio      | 19    | x2     | 38     | Bologna FC           |
| 19     | Garra Dembélé      | 25    | x1.5   | 37.5   | Levski Sofia         |
| 20     | Roberto Soldado    | 18    | x2     | 36     | Valencia CF          |
| 20     | Fernando Llorente  | 18    | x2     | 36     | Athletic Bilbao      |
| 20     | David Villa        | 18    | x2     | 36     | FC Barcelona         |
| 20     | Robin van Persie   | 18    | x2     | 36     | Arsenal FC           |
| 20     | Hulk               | 24    | x1.5   | 36     | FC Porto             |
| 20     | Giuseppe Rossi     | 18    | x2     | 36     | Villarreal CF        |
| 26     | Björn Vleminckx    | 23    | x1.5   | 34.5   | N.E.C.               |
| 27     | Darren Bent        | 17    | x2     | 34     | Aston Villa FC       |
| 27     | Milivoje Novakovič | 17    | x2     | 34     | 1. FC Köln           |
| 27     | Youssef El-Arabi   | 17    | x2     | 34     | SM Caen              |
| 27     | Giampaolo Pazzini  | 17    | x2     | 34     | Internazionale       |
| 27     | Lisandro López     | 17    | x2     | 34     | Olympique Lyon       |
| 27     | Grégory Pujol      | 17    | x2     | 34     | Valenciennes FC      |

Vetgedrukt: Nederlandse en Belgische clubs en spelers.

## Bron
- EuroTOPteams

1968/69 ·
1969/70 ·
1970/71 ·
1971/72 ·
1972/73 ·
1973/74 ·
1974/75 ·
1975/76 ·
1976/77 ·
1977/78 ·
1978/79 ·
1979/80 ·
1980/81 ·
1981/82 ·
1982/83 ·
1983/84 ·
1984/85 ·
1985/86 ·
1986/87 ·
1987/88 ·
1988/89 ·
1989/90 ·
1990/91 ·
1991/92 ·
1992/93 ·
1993/94 ·
1994/95 ·
1995/96 ·
1996/97 ·
1997/98 ·
1998/99 ·
1999/00 ·
2000/01 ·
2001/02 ·
2002/03 ·
2003/04 ·
2004/05 ·
2005/06 ·
2006/07 ·
2007/08 ·
2008/09 ·
2009/10 ·
2010/11 ·
2011/12 ·
2012/13 ·
2013/14 ·
2014/15 ·
2015/16 ·
2016/17 ·
2017/18 ·
2018/19